# Slovenska republička nogometna liga 1950.
Slovenska republička nogometna liga u sezoni 1950. bilo je peto izdanje prvenstva Narodne Republike Slovenije. Ove sezone predstavljala je četvrti rang jugoslavenskog nogometnog sustava.
 Sudjelovalo je 12 klubova, a prvak je bio "Korotan" iz Kranja. 
Izvan konkurencije sudjelovale su i dvije ekipe: Odredova druga momčad i Proleter Koper (koji je tijekom turnira promijenio ime u "Aurora"), predstavnik Slobodnog teritorija Trsta.

## Formiranje lige
- 6 momčadi (Branik Maribor, Nafta Lendava, Železničar Maribor, Korotan Kranj, Sobota i Kladivar Celje) iz 1. slovenske lige 1948./49.
- 2 momčadi (Železničar Gorica i Krim Ljubljana) iz 2. slovenske lige 1948./49.
- 4 momčadi (Proletarec Zagorje, Milčnik Ljubljana, Gregorčič Jesenic i Drava Ptuj) iz kvalifikacijske skupine
- 2 momčadi (Odred Ljubljana II i Proleter Koper) kao gosti izvan konkurencije

## Ljestvica
| mj.                  | klub                  | ut.                | pob.               | ner.               | por.               | gol+               | gol-               | kvoc               | bod                |
| -------------------- | --------------------- | ------------------ | ------------------ | ------------------ | ------------------ | ------------------ | ------------------ | ------------------ | ------------------ |
| 1.                   | Korotan Kranj         | 22                 | 18                 | 2                  | 2                  | 64                 | 24                 | 2,666              | 38                 |
| 2.                   | Kladivar Celje        | 22                 | 17                 | 3                  | 2                  | 64                 | 22                 | 2,909              | 37                 |
| 3.                   | Branik Maribor        | 22                 | 16                 | 2                  | 4                  | 75                 | 22                 | 3,409              | 34                 |
| 4.                   | Nafta Lendava         | 22                 | 16                 | 2                  | 4                  | 74                 | 29                 | 2,551              | 34                 |
| 5.                   | Krim Ljubljana        | 22                 | 13                 | 1                  | 8                  | 52                 | 31                 | 1,677              | 27                 |
| 6.                   | Sobota                | 22                 | 9                  | 3                  | 10                 | 55                 | 31                 | 1,774              | 21                 |
| 7.                   | Železničar Maribor    | 22                 | 9                  | 2                  | 11                 | 27                 | 42                 | 0,642              | 20                 |
| 8.                   | Železničar Gorica     | 22                 | 8                  | 0                  | 4                  | 54                 | 44                 | 1,227              | 16                 |
| 9.                   | Miličnik Ljubljana    | 22                 | 5                  | 5                  | 12                 | 36                 | 61                 | 0,590              | 15                 |
| 10.                  | J. Gregorčić Jesenice | 22                 | 5                  | 1                  | 16                 | 31                 | 61                 | 0,508              | 11                 |
| 11.                  | Proletarec Zagorje    | 22                 | 4                  | 1                  | 17                 | 28                 | 86                 | 0,325              | 9                  |
| 12.                  | Drava Ptuj            | 22                 | 1                  | 0                  | 21                 | 15                 | 107                | 0,140              | 2                  |
|                      | Odred Ljubljana II    | izvan konkurencije | izvan konkurencije | izvan konkurencije | izvan konkurencije | izvan konkurencije | izvan konkurencije | izvan konkurencije | izvan konkurencije |
|                      | Proleter Koper        | izvan konkurencije | izvan konkurencije | izvan konkurencije | izvan konkurencije | izvan konkurencije | izvan konkurencije | izvan konkurencije | izvan konkurencije |
| gol-razlika: 575:560 |                       |                    |                    |                    |                    |                    |                    |                    |                    |
| Izvori               |                       |                    |                    |                    |                    |                    |                    |                    |                    |

- Viši rang:
  - Korotan Kranj igrao je kvalifikacije za Drugu saveznu ligu 1951. – nije uspio
- Ispali: 
  - Proletarec Zagorje i Drava Ptuj
- Novi članovi:
  - Železničar Ljubljana, povratnik iz Treće savezne lige
- Napomena:
  - Miličnik Ljubljana i Gregorečič Jesenice trebali su igrati kvalifikacije za opstanak u ligi, budući da je Miličnik bio pred gašenjem, one nisu održane. Naknadno se Miličnik, nakon promjene imena u Triglav i spajanja s Borcem, oporavio i zatražio da igra i u Prvoj ligi. Njihova želja je bila ispunjena te je time liga imala neparan broj (11) članova.[2]
  - Nakon završetka prvenstva, Miličnik je promijenio ime u Triglav Ljubljana, a zatim je uslijedilo spajanje s Borcem.[2]

## Kvalifikacije

### Za popunu 2. savezne lige
Sudionici: Rudar Trbovlje (11. u Trećoj saveznoj ligi) i Korotan Kranj (prvak Slovenije)
| Prva momčad    |   | Druga momčad  | 1. utakmica | 2. utakmica |
| -------------- | - | ------------- | ----------- | ----------- |
| Rudar Trbovlje | – | Korotan Kranj | 3:1         | 3:4         |

## Poveznice
- Slovenska republička liga
- Treća savezna liga Jugoslavije u nogometu 1950.
- Nogometno prvenstvo Jugoslavije – 4. ligaški rang 1950.
- Kvalifikacije za Drugu saveznu ligu 1951.

## Vanjske poveznice
- RSSSF - Slovenia - List of Final Tables 1946-1998
- exyufudbal.in.rs, Nogometno prvenstvo FNRJ 1950., Slovenska liga
- Zbornik Medobčinske nogometne zveze Ljubljana 1920–2020